# Abe Ruef
Abraham Ruef, né le 2 septembre 1864 à San Francisco, Californie où il est mort le 29 février 1936, connu sous le nom d’Abe Ruef, est un avocat et homme politique américain, mais aussi un puissant investisseur immobilier de Californie, qui a acquis une notoriété pendant la période de corruption des hommes politiques locaux, sous l'administration du maire de San Francisco Eugene Schmitz, maire de San Francisco au moment du tremblement de terre de San Francisco de 1906. 
Il est resté célèbre pour ses chroniques de la corruption publiées dans le Bulletin de San Francisco, alors qu'il purgeait une peine de prison dans un pénitencier.

## Biographie

### Éducation
Né de parents français et Juifs, Abraham Ruef est un élève très brillant, qui commence à 14 ans à étudier à l'Université de Californie à Berkeley, où il se spécialise dans les études classiques.
Pendant ses études à l'université, il développe un intérêt pour la lutte contre la corruption rampante, à l'œuvre tant dans la politique locale que nationale à cette époque. Avec quelques camarades, il fonde la « Municipal Reform League » (ou « Ligue pour la Réforme Municipale ») et correspond à travers le pays avec des personnes partageant ses idées, y compris un jeune New-Yorkais nommé Theodore Roosevelt.
À 18 ans, Ruef entre à l'École de droit Hastings de l'université de Californie à San Francisco, dont il sort diplômé trois ans plus tard avant d'intégrer le barreau de l'État de Californie à 21 ans.
À l'époque, la Californie est corrompue, la Southern Pacific Railroad contrôlant les deux partis politiques de l’État. Cette entreprise, ainsi que d'autres groupes d'intérêt ou individus, utilisent leur argent et leur influence pour donner vie à des trusts et des monopoles leur assurant le pouvoir. La plupart de ces personnes riches et puissantes vivent à San Francisco. Elles utilisent les politiciens et les maires corrompus pour renforcer leur pouvoir quand cela leur est nécessaire.

### Rôle politique
Ruef est longtemps républicain, mais veut plus de pouvoir. En 1901, il est la force motrice derrière la création d'un nouveau parti, le Parti travailliste.

#### Influence sur le maire de San Francisco
Ruef choisit le président de l'Union des Musiciens, Eugène Schmitz, un violoniste et compositeur amateur, pour en faire un candidat du Parti travailliste dans la course à la mairie de San Francisco. Il dirige sa campagne, jugeant ce choix propice à l'influence qu'il pourrait avoir plus tard en coulisses. Ruef écrit les discours de Schmitz, prévoit ses apparitions en public. Devenu « la marionnette de Ruef », Eugène Schmitz est élu maire de la ville en 1902.

#### Le contrôle sur la justice et la police de la ville
Ruef prend progressivement le contrôle du chef de la police et de plusieurs juges. Mais peu de temps après les élections de 1905, la personne qu'il a choisie pour le poste de procureur, William L. Langton, commence à mettre en application des lois en grande partie ignorées jusqu'alors. Depuis la ruée vers l'or de 1849, San Francisco a en effet la réputation d'être une ville ouverte aux salles de danse, maisons closes et jeux d'argent, attirant les gens de partout dans l'Ouest.
Les réformateurs jouissent d'une grande sympathie et du soutien de la population, de plus en plus fatiguée de l'activité illicite et immorale. Des puritains comme Anthony Comstock et les prohibitionnistes gagnent également peu à peu en influence. Les réformateurs, auxquels Ruef avait jadis appartenu, sont devenus peu à peu plus puissants au cours de la décennie précédente. Langton bâtit la puissance de son bureau sur les attaques contre les maisons closes et les salles de jeux, soutenues par le Bulletin de San Francisco édité par Fremont.

#### Le tremblement de terre et ses conséquences
La dévastation qui a suivi le tremblement de terre de San Francisco de 1906 ralentit brièvement la marche de l'enquête. Ruef a lui-même perdu « près de 750 000 dollars de patrimoine immobilier:195. ». Le maire Eugène Schmitz forme le « Comité des Cinquante » pour accélérer les réparations, et Ruef n'est pas invité, mais il vient quand même à Franklin Hall où le comité se réunit.

### La mise en accusation et la condamnation

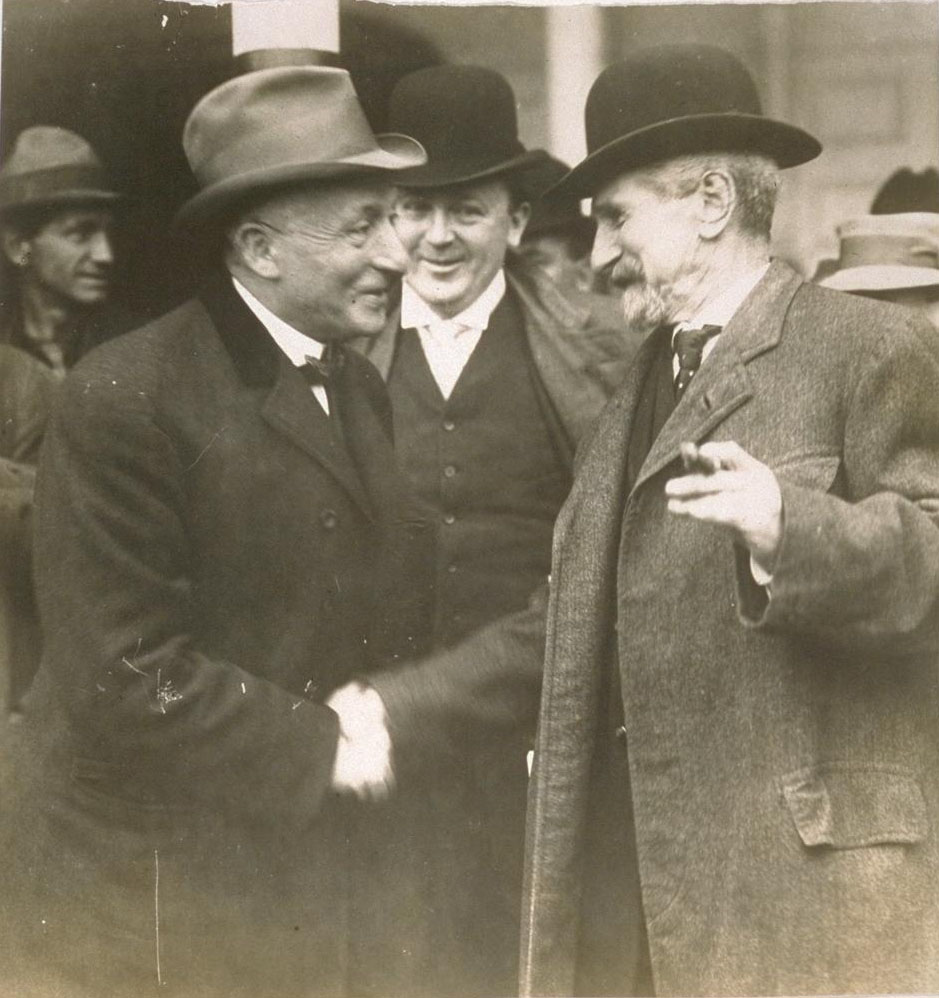
Abe Ruef en chemin vers la prison d'État de San Quentin, après avoir été reconnu coupable à la suite du jugement de 1907-1908.

Le 6 décembre 1906, Ruef et Schmitz sont renvoyés au tribunal. Pendant que les actes d'accusation « sont lus par le greffier, Ruef affiche clairement son mépris pour la procédure, debout, le dos au juge. » En février 1907 Ruef plaide non coupable. Le 18 mars 1907, plusieurs co-accusés avouent devant le grand jury « recevoir de l'argent de Ruef » en lien avec les concessions du téléphone et du trolleybus, et avec le contrôle des tarifs du gaz:254. En échange, il leur avait été promis l'immunité complète et la possibilité de ne pas être forcés de démissionner de leurs bureaux. Le grand jury renvoie ensuite 65 actes d'accusation contre Ruef pour « corruption des autorités de contrôle:254. »

#### La prison puis les chroniques dans leBulletin de San Francisco
En novembre 1910, il est condamné à de la prison. Le 1er mars 1911, il entre au pénitencier de San Quentin alors que de nombreux hommes d'affaires et d'autres politiciens qui ont bénéficié de la corruption échappent à la punition. Ruef a été le seul à être emprisonné. Fremont Older, le rédacteur en chef du Bulletin San Francisco, autrefois son plus virulent adversaire, est convaincu que l'antisémitisme a peut-être joué un rôle dans cette condamnation, et il correspond avec Ruef en prison. Il commence une campagne, par le biais de son journal, pour la libération de Ruef, et le paye pour écrire un récit de sa carrière politique dans le Bulletin de San Francisco, révélant la grande corruption souterraine de la ville.
En 1912, Ruef est appelé en tant que témoin au procès de l'ex-maire Schmitz, mais il refuse de témoigner. Plus tard, en 1912, Ruef écrit ses mémoires, qui sont publiées dans le Bulletin de San Francisco, presque quotidiennement, pendant plusieurs mois. Le 23 août 1915, après avoir servi un peu plus de quatre ans et demi sur ses quatorze ans d'emprisonnement, Abe Ruef est libéré, mais n'est pas autorisé à reprendre son métier d'avocat. Riche de plus d'un million de dollars avant d'aller en prison, il est en faillite quand il meurt:257.